# Cumbaaichthys oxyrhynchus
Cumbaaichthys oxyrhynchus è un pesce osseo estinto, appartenente ai polimixiiformi. Visse nel Cretaceo superiore (Turoniano, circa 93- 91 milioni di anni fa) e i suoi resti fossili sono stati ritrovati in Canada.

## Descrizione
Questo pesce, lungo poco più di 6 centimetri di lunghezza, era dotato di un corpo di forma ovale e fusiforme. La testa era di grosse dimensioni in rapporto al resto del corpo, ed era lunga quasi 2 centimetri. Cumbaaichthys, al contrario di altre forme simili come l'attuale Polymixia e gli estinti Apricenaichthys e Boreiohydrias, possedeva un muso appuntito. Cumbaaichthys aveva alcune caratteristiche in comune con gli altri polimixiiformi: la pinna caudale era dotata di 18 raggi principali, e il secondo centro pleurale era dotato di una spina neurale completa. L'endopterigoide, inoltre, era sprovvisto di denti, come avveniva anche in Boreiohydrias. Erano presenti due supraneurali, mentre le pinne pelviche erano dotate di sette raggi molli e nessuna spina rigida; la pinna dorsale, invece, possedeva tre spine rigide.

## Classificazione
Cumbaaichthys è un rappresentante dei polimixiiformi, un gruppo di pesce ancora rappresentato attualmente ma già presente nel corso del Cretaceo. Non è chiaro quali fossero le relazioni di Cumbaaichthys all'interno del gruppo, e non è quindi stato ascritto ad alcuna famiglia nota.
Cumbaaichthys oxyrhynchus venne descritto per la prima volta nel 2016, sulla base di resti fossili ritrovati nella zona di Lac des Bois, nei Territori del Nord Ovest in Canada.